# Išme-Dagan (Mari)
Išme-Dagan war šakkanakku von Mari. Er herrschte in der Zeit der Gutäerherrschaft, nach mittlerer Chronologie von 2199 bis 2154 v. Chr. Sein Name ist auf Steintafeln dokumentiert, die an einen Tempelbau erinnern.